# Acaena rorida
Acaena rorida is een plant uit de rozenfamilie (Rosaceae). Het is een matvormende vaste plant. De bladeren hebben een paarse of doffe groene kleur. De bloei vindt plaats in december en januari, waarna de plant in februari vrucht draagt. Deze vruchtjes zitten verborgen tussen de bladeren.
De soort is endemisch in Nieuw-Zeeland en komt daar voor in de Ruahine Range op het Noordereiland. Hij groeit in het noordwestelijke deel van de Ruahine Range, in kalksteenravijnen die bewaterd worden vanaf het Mangaohane-plateau. Hij groeit in vochtige holtes tussen graspollen.